# Ōshū
Ōshū (japanska: 奥州市 ?, Ōshū-shi) är en stad i Iwate prefektur i Japan. Staden bildades 2006 genom en sammanslagning av städerna Esashi och Mizusawa samt kommunerna Isawa, Maesawa och Koromogawa.

## Kommunikationer
I staden ligger stationen Mizusawa-Esashi på Tōhoku Shinkansen-linjen som ger förbindelse med höghastighetståg till Tokyo och Morioka.